# الطاهر بن جلون
الطاهر بن جلون (مواليد 1 ديسمبر 1944) هو كاتب مغربي فرنسي. ينتمي إلى الجيل الثاني من الكتاب المغاربة الذين يكتبون باللغة الفرنسية وله إصدارات كثيرة في الشعر والرواية والقصة، وتتميز أعماله بالطابع الفولكلوري والعجائبي. هو حاصل على جائزة غونكور الفرنسية عن رواية الليلة المقدسة.

## النشأة
وُلد الطاهر بن جلون في 1 ديسمبر 1944 في مدينة فاس. انتقل إلى طنجة مع أسرته سنة 1955 حيث التحق بمدرسة فرنسية. وكان قد اعتقل عام 1966 مع 94 طالب آخر لتنظيمهم ومشاركتهم في مظاهرات 1965 الطلابية، فتخلى عن الحراك السياسي ولجأ للكتابة.
درس الفلسفة في الرباط إلى غاية 1971 حين إعلان الحكومة المغربية عزمها تعريب تعليم الفلسفة. وردًا على هذه الخطوة، غادر المدرّس الفرنكوفوني المغرب صوب فرنسا حيث حصل على شهادة عليا في علم النفس. وبدأت مسيرته في الكتابة بعد فترة قصيرة من وصوله إلى باريس حيث عمل كاتبًا مستقلًا لصحيفة لوموند وبدأ ينشر الشعر والرواية.

## مسيرته الأدبية
بدأ الكتابة شعرًا مع مجموعة أنفاس بالمغرب ثم انتقل إلى الرواية والقصة، فصدرت له العديد من الأعمال الأدبية منذ السبعينات منها روايات: حرودة عن دار دونويل سنة 1973، ورواية موحى الأحمق، موحى العاقل عن دار لوسوي سنة 1981، وصلاة الغائب عن دار لوسوي سنة 1981، وطفل الرمال عن دار لوسوي سنة 1985، وليلة القدر عن دار لوسوي سنة 1987، وهي الرواية التي حصل من خلالها على جائزة الكونكور الفرنسية في نفس السنة. كما أصدر مجموعة من النصوص القصصية والدواوين الشعرية والأنطلوجيات منها: ذاكرة المستقبل وهي انطلوجيا حول القصيدة الجديدة بالمغرب عام 1976، ديوان في غياب الذاكرة عام 1980، والمجموعة القصصية الحب الأول هو دائما الأخير عام 1995. من أعماله الأخيرة رواية «ليلة الخطأ» 1997، رواية مأوى الفقراء 1999، ورواية تلك العتمة الباهرة سنة 2001، التي أثارت حفيظة معتقلي تازمامارت لعدم إثارة قضيتهم من قبل واستفادته منها الآن لكسب أرباح على حسابهم.

## أعماله
- أقصى درجات العزلة. 1981.[7]
- طفل الرمال 1985.
- ليلة القدر 1987 (حصل عنها على جائزة غونكور سنة 1987)
- يوم صامت في طنجة
- ليلة الغلطة. 1996.
- نزل المساكين. 1997.[8]
- صلاة الغائب. 1998.
- تلك العتمة الباهرة 2001.
- أن ترحل .
- «ليلتئم الجرح»
- السعادة الزوجية.
- حين تترنح ذاكرة أمي. 2006.[9]
- الشرارة: انتفاضات في البلدان العربية ويليها بالنار. 2011.
- الاستئصال 2014 .
- عشر ليال وراوٍ. 2016.[10]
- الإرهاب كما نشرحه لأولادنا.2017.[11]
- زواج المتعة. رواية. 2017.[12]
- عينان منكسرتان. رواية. 2017.[13]
- حرودة
- العقاب. 2018.[14]
- عشاق كازابلانكا، رواية، 2024.[15]

## جوائز
- 2010: جائزة الأركانة العالمية

## انتقادات
من بين مآخذ النقاد على الطاهر بنجلون هو «انبطاحه للغرب» و«تحويل بلده المغرب إلى فولكلور يتفرج عليه الغربيون، وخاصة الفرنسيين، على طريقة بعض المستشرقين». وإصراره على أنه كاتب فرنسي، وليس كاتبا مغربيا، رغم أن الفرنسيين لا يعتبرون أدبه كذلك، ففي «مهرجان الأدب العالمي.. اللغة والمنفى» الذي نظمته ريفيو أوف بوكس في لندن سنة 2010، عبر بنجلون عن امتعاضه واستيائه لأنه وجد كتبه تباع في المكتبات الفرنسية وهي مصنفة ضمن خانة «الأدب الأجنبي».
سنة 2023، وفي أعقاب عملية طوفان الأقصى، أثار بن جلون انتقادات كبيرة حيث وُصف ب"المُتصهين"، وطالب عدد من النشطاء على شبكات التواصل الاجتماعي بمقاطعة كتاباته، وذلك بسبب مقاله الذي نشره بجريدة "لو بوان" الفرنسية في 13 أكتوبر 2023، حيث اعتبر فيه أن ما قامت به حركة حماس في عملية طوفان الأقصى "لم تكن حتى الحيوانات لتفعله"، واصفا رجال المقاومة الفلسطينية بمنعدمي الضمير والأخلاق والإنسانية. وأنهم لم يعملوا يوم السبت 7 أكتوبر 2023 -إبان الهجوم الذي نفذوه ضد المستوطنات الإسرائيلية في غلاف غزة- سوى على اغتيال القضية الفلسطينية.

## وصلات خارجية
- الطاهر بن جلون على موقع أرشيف الشارخ
- الطاهر بن جلون على موقع المكتبة المفتوحة (الإنجليزية)
- الطاهر بن جلون على موقع IMDb (الإنجليزية)
- الطاهر بن جلون على موقع الموسوعة البريطانية (الإنجليزية)
- الطاهر بن جلون على موقع مونزينجر (الألمانية)
- الطاهر بن جلون على موقع ألو سيني (الفرنسية)
- الطاهر بن جلون على موقع ميوزك برينز (الإنجليزية)
- الطاهر بن جلون على موقع ديسكوغز (الإنجليزية)
- الطاهر بن جلون على موقع كينوبويسك (الروسية)